# Sojkovec dvoubarvý
Sojkovec dvoubarvý (Garrulax bicolor) je pěvec z čeledi Leiothrichidae, který se endemitně vyskytuje v horských pralesích Sumatry, kde je ohrožen ztrátou přirozeného prostředí a chytán pro obchod se zvířaty. Dříve byl považován za poddruh sojkovce chocholatého (G. leucolophus), ale na rozdíl od něj je peří sojkovce dvoubarvého černohnědé a bílé.

## Chov v zoo
Sojkovec dvoubarvý patří v zoo k vzácně chovaným druhům. V rámci evropských zoo jej nalezneme pouze ve 13 veřejných zařízeních. Jedná se přitom o osm britských zoo, dvě německé, jednu francouzskou a také dvě české: Zoo Plzeň a Zoo Praha. V Zoo Praha se podařil první přirozený odchov v Evropě.

### Chov v Zoo Praha
První jedinci sojkovce dvoubarvého přišli do Zoo Praha v roce 2008. Jednalo se o samce a samici ze Zoo Plzeň a samici z německé Zoo Augsburg. O dva roky později zoo slavila první přirozený odchov tohoto druhu v Evropě (rodiče samec z Plzně a samice z Augsburgu). Vylíhlo se přes 20 mláďat.
Na konci roku 2017 byli chováni tři samci a dvě samice.